# Puchar Europy w narciarstwie alpejskim 2013/2014
Puchar Europy w narciarstwie alpejskim 2013/2014 – zawody Pucharu Europy w narciarstwie alpejskim w sezonie 2013/2014. Rywalizacja mężczyzn rozpoczęła się 19 listopada 2013 w austriackim Reiteralm, zaś pierwsze kobiece zawody odbyły się 22 listopada 2013 w fińskim Levi. Ostatnie zawody z tego cyklu zostały rozegrane wspólnie między 10 a 16 marca 2014 w andorskim Soldeu. Zaplanowano 16 startów dla kobiet i 18 dla mężczyzn.

## Puchar Europy w narciarstwie alpejskim kobiet
Wśród kobiet Pucharu Europy z sezonu 2012/2013 broni Austriaczka Ramona Siebenhofer. W tym sezonie najlepsza okazała się Szwajcarka Michelle Gisin.
W poszczególnych klasyfikacjach tryumfowały:
- zjazd:  Corinne Suter
- slalom:  Michelle Gisin
- gigant:  Ylva Stålnacke
- supergigant:  Corinne Suter
- superkombinacja:  Maria Therese Tviberg

## Puchar Europy w narciarstwie alpejskim mężczyzn
Wśród mężczyzn Pucharu Europy z sezonu 2012/2013 broni Norweg Aleksander Aamodt Kilde. W tym sezonie najlepszy okazał się Szwajcar Thomas Tumler.
W poszczególnych klasyfikacjach tryumfowali:
- zjazd:  Silvan Zurbriggen
- slalom:  Daniel Yule
- gigant:  Žan Kranjec
- supergigant:  Thomas Tumler
- superkombinacja:  Vincent Kriechmayr